# Ватанабе Йосііті
Ватанабе Йосііті (яп. 渡辺 由一, нар. 5 квітня 1954) — японський футболіст, що грав на позиції півзахисника.

## Клубна кар'єра
Грав за команду Мазда.

## Виступи за збірну
Дебютував 1979 року в офіційних матчах у складі національної збірної Японії. У формі головної команди країни зіграв 6 матчів.

## Статистика
Статистика виступів у національній збірній.
| Збірна Японії | Збірна Японії | Збірна Японії |
| Роки          | Ігри          | голи          |
| ------------- | ------------- | ------------- |
| 1979          | 6             | 1             |
| Усього        | 6             | 1             |